# Suciu de Sus
Suciu de Sus là một xã thuộc hạt Maramureș, România. Dân số thời điểm năm 2002 là 6231 người.